# Øvre Årdal
Øvre Årdal est une localité de la commune d'Årdal, dans le comté de Vestland, dans l'ouest de la Norvège. Elle est située à l'embouchure de la vallée Utladalen et de plusieurs vallées secondaires, au bord du lac Årdalsvatnet. Avec 3 206 habitants en 2013, c'est l'une des deux principales localités de la commune avec Årdalstangen à l'autre bout du lac. Elle est située sur la route 53 qui la connecte avec la route européenne 16 et la route nationale 5. C'est une ville industrielle, avec une usine d'aluminium de l'entreprise Norsk Hydro, alimentée en électricité par les nombreuses centrales hydroélectriques de la région. 

## Personnalités liées à la commune
- Sivert Mannsverk (2002-), footballeur norvégien né à Øvre Årdal.